# Windsorton
Windsorton (voorheen: Hebron) is een agrarisch dorp gelegen in de gemeente Dikgatlong in de Zuid-Afrikaanse provincie Noord-Kaap. Het is een onderdeel van het Vaalharts-irrigatiesysteem op de oevers van de Vaalrivier. Het ligt 55 km noordelijk van Kimberley, 35 km noordoostelijk van Barkly West en 40 km zuidwestelijk van Warrenton.

## Geschiedenis
Het dorp is aanvankelijk gesticht als zendelingennederzetting, genaamd: "Hebron", maar nadat er diamanten in de omgeving waren ontdekt werd het dorp van af 1869 overspoeld door diamantzoekers en is het dorp ontaard in een delverskamp. De naam van het plaatsje is later veranderd naar "Windsorton" naar de oorspronkelijke eigenaar van de grond: P.F. Windsor.